# 苏州四大名园
苏州四大名园，包括建于宋代的沧浪亭、建于元代的狮子林、建于明代的拙政园，建于清代的留园。
苏州私家园林始建于公元前6世纪，清末时城内外有园林170多处。根据《苏州府志》统计，苏州在周代有园林6处，汉代4处，南北朝14处，唐代7处，宋代118处，元代48处，明代271处，清代130处。1997年12月4日，苏州古典园林中的拙政园、留园、网师园和环秀山庄被联合国教科文组织列入世界文化遗产名录；2000年11月30日，沧浪亭、狮子林、艺圃、耦园和退思园作为苏州古典园林的扩展项目也被列为世界文化遗产。